# Syllepte molestalis
Syllepte molestalis là một loài bướm đêm trong họ Crambidae.